# Lewis Wernwag
Lewis Wernwag (* 4. Dezember 1769 als Johann Ludwig Werenwag in Altenburg bei Reutlingen; † 12. August 1843 in Harpers Ferry, West Virginia, USA) war ein deutsch-amerikanischer Unternehmer und Brückenbauer, der in den USA für seine zahlreichen hölzernen Brücken bekannt wurde.

## Leben
Johann Ludwig Werenwag wurde in Altenburg bei Reutlingen geboren. Nach der Schulzeit soll er sich, um nicht in ein Söldnerheer gepresst zu werden, auf der Schwäbischen Alb versteckt und als Schäfer gearbeitet haben. In der Zeit entwickelte er ein Interesse an Astronomie, Naturkunde und anderen Naturwissenschaften.
1788 gelang es ihm, über Amsterdam nach Philadelphia auszuwandern, wo er seinen Namen zu Lewis Wernwag amerikanisierte.
In Philadelphia fertigte er zunächst eine Maschine zur Herstellung von Wetzsteinen an. Bald danach baute er auch Wassermühlen und Holzbrücken. Für dieses Geschäft erwarb er Land in New Jersey mit großem Beständen an Eichen (white oak) und Kiefern. 1809 lieferte er das Holz für den Kiel der ersten in der Philadelphia Naval Shipyard gebauten Fregatte.
1813 zog er nach Phoenixville, Pennsylvania, wo er sich an den Phoenix Nail Works beteiligte und die erste Maschine zur Herstellung langer Nägel erfand. Später kaufte er eine Anthrazitkohlegrube, baute einen Kanalabschnitt für die Schuylkill Navigation Company und beteiligte sich an der Planung der Fairmount Water Works in Philadelphia. 1819 zog er nach Conowingo, Maryland, um von dort aus Brücken zu bauen und in einem Sägewerk das Holz dafür herzustellen. 1824 zog er nach Harpers Ferry, wo er erneut Balken produzierte und verschiedene Brücken baute, darunter 1831 und 1836 Brücken für die Baltimore and Ohio Railroad (B&O).

## Brücken
Neben seiner unternehmerischen Tätigkeit wurde er vor allem als Brückenbauer bekannt, der während seiner 30-jährigen Tätigkeit 29 Holzbrücken baute und in den Vereinigten Staaten zusammen mit Timothy Palmer und Theodore Burr genannt wurde.
Seine ersten beiden Brücken in der Gegend von Philadelphia waren Auslegerbrücken mit einer kleinen Zugbrücke in der Mitte, um Segelschiffe mit ihren hohen Masten passieren zu lassen. Danach wurde er mit der zweiten Brücke von Philadelphia über den Schuylkill beauftragt, deren Bogen die weltweit größte Stützweite aller Holzbrücken hatte und die deshalb Colossus Bridge genannt wurde. Es folgten eine Reihe von Brücken in Pennsylvania. 1818 baute er Pittsburghs erste Flussbrücke, die Monongahela Bridge. Nach seinem Umzug nach Conowingo baute er eine Brücke mit zehn Öffnungen über den Susquehanna River sowie Brücken in Delaware, Virginia und Maryland. Von seinem Sitz in Harpers Ferry aus baute er weitere Brücken, darunter für die B&O 1831 die erste hölzerne Eisenbahnbrücke der USA über den Monocacy River und 1836 die in Harpers Ferry über den Potomac River.